# Serhiy Perkhun
Serhiy Vladimirovich Perkhun (en ukrainien : Сергій Володимирович Перхун; en russe : Серге́й Влади́мирович Перху́н), né le 4 septembre 1977 à Dnipropetrovsk, en Ukraine, et mort le 28 août 2001 à Moscou, en Russie, est un footballeur international ukrainien évoluant au poste de gardien de but. 
Perkhun était considéré comme un jeune gardien très talentueux mais le 19 août 2001, il heurte le pied de l'attaquant du FK Anji Makhatchkala Budun Budunov avec sa tête. L'attaquant reçoit un carton rouge. Perkhoun meurt neuf jours plus tard de ses blessures.

## Carrière
Perkhun fait ses débuts en tant que professionnel cinq semaines après son 16e anniversaire avec le club de sa ville natale, le Dnipro Dnipropetrovsk. Il joue avec l'équipe nationale junior de l'Ukraine et il fait partie de l'équipe pour le championnat d'Europe de 1994 des moins de 16 ans.
En 1999, il rejoint le Sheriff Tiraspol avec qui il remporte la Coupe nationale de la même année. 
Il rejoint en 2001 le CSKA Moscou pour servir de gardien remplaçant. Il joue son premier match contre le Spartak Moscou et montre des performances très convaincantes et il devient rapidement le numéro 1 du club moscovite. Le 15 août, il joue avec l'équipe nationale ukrainienne contre la Lettonie.
Le match contre Anji est seulement son 13e avec le CSKA. À la 75e minute, sa tête heurte très fortement les crampons de Budun Budunov. Il doit sortir sur civière. Il peut cependant rentrer à Moscou mais meurt le 28 août d'un traumatisme crânien sévère.